# Un mes en el campo
Un mes en el campo (Месяц в деревне, Mésiats v derevne, en su lengua original) es una obra de teatro en cinco actos del escritor ruso Iván Turguénev escrita entre 1848 y 1850, publicada por primera vez en 1855 y estrenada en 1872.

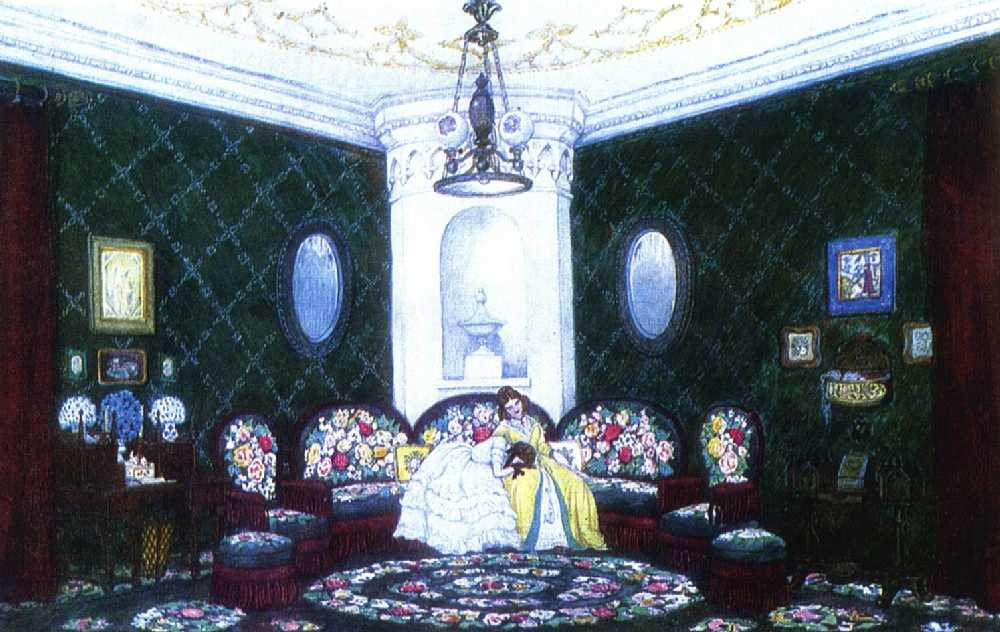
Diseño de decorados y vestuario de Mstislav Dobuzhinski para la versión de 1909.

## Argumento
Ambientada en el condado de Isláev en la década de 1840, se centra en el personaje de Natalia Petrovna, una mujer de 29 años y fuerte carácter, casada con Arkadi Isláev, un rico terrateniente siete años mayor. Aburrida de su vida, Natalia presta oídos a las atenciones que le presta su devoto admirador Mijaíl Rakitin aunque no permite que su relación cruce la frontera de la simple amistad. La llegada del joven y gallardo Alekséi Belýaev, de 21 años, para ejercer de tutor del hijo de Natalia, Kolia, hará que su vida deje de ser aburrida. La mujer se enamora del recién llegado al igual que Vera, su ahijada de 17 años. Para deshacerse de ella, Natalia pretende concertar su matrimonio con un acaudalado y envejecido vecino. Natalia sufre a causa de los sentimientos que le provoca Alekséi, quien por su parte, se siente atraído por Vera. Las suspicacias de Arkadi finalmente dan lugar a la marcha tanto de Rakitin como de Alekséi. La vida de Natalia retorna al aburrimiento.

## Representaciones destacadas
- Teatro de Arte, Moscú, 1909.
  - Intérpretes: Konstantín Stanislavski (Rakitin), Olga Leonárdovna Knipper (Natalia).

- Eltinge 42nd Street Theatre, Nueva York, 1930.
  - Dirección: Rouben Mamoulian.
  - Intérpretes: Alla Nazimova (Natalia), Elliott Cabot (Rakitin), Henry Travers, Dudley Digges, Alexander Kirkland.

- St James's Theatre, Londres, 1943.
  - Dirección: Emlyn Williams.
  - Intérpretes: Valerie Taylor (Natalia), Michael Redgrave, Nora Swinburne.

- New Theatre , Londres, 1949.
  - Dirección: Michel Saint-Denis.
  - Intérpretes: Angela Baddeley (Natalia), Michael Redgrave.

- Phoenix Theatre, Nueva York, 1956.
  - Dirección: Michael Redgrave.
  - Intérpretes: Uta Hagen (Natalia), Alexander Scourby (Rakitin), Michael Strong.

- Teatro Valle-Inclán, Madrid, 1964.
  - Dirección: José Luis Alonso.
  - Escenografía: Emilio Burgos.
  - Intérpretes: Conchita Montes (Natalia), Julieta Serrano, José María Mompín, Vicente Ros, Manuel Torremocha.[1]

- Yvonne Arnaud Theatre, Guildford, 1965.
  - Dirección: Michael Redgrave.
  - Intérpretes: Ingrid Bergman (Natalia), Michael Redgrave, Fay Compton, Jeremy Brett, Peter Pratt, Joanna Dunham.

- Albery Theatre, Londres, 1975.
  - Dirección: Toby Robertson.
  - Intérpretes: Dorothy Tutin (Natalia), Derek Jacobi, Timothy West, Jane Lapotaire.

- Théâtre Édouard VII, París, 1989.
  - Dirección: Bernard Murat.
  - Intérpretes: Isabelle Huppert (Natalia), François Marthouret, Claude Evrard.[2]

- Criterion Center Stage Right, Nueva York, 1995.
  - Dirección: Michael Redgrave.
  - Intérpretes: Helen Mirren (Natalia), Ron Rifkin (Rakitin), F. Murray Abraham, Kathryn Erbe, Byron Jennings, Alessandro Nivola, Paul Dano.

- Teatre Nacional de Catalunya, Barcelona, 2011. 
  - Dirección: Josep Maria Mestres.
  - Intérpretes: Sílvia Bel (Natalia), Carles Martínez, Josep Manel Casany, Robert González, Diana Torné.[3]

## Adaptaciones para TV
- Estados Unidos, Play of the Week, National Educational Television, 9 de noviembre de 1959
  - Intérpretes: Uta Hagen (Natalia), Luther Adler, Alexander Scourby.

- Reino Unido, Theatre 625, BBC, 20 de marzo de 1966.
  - Dirección: Christopher Morahan.
  - Intérpretes: Vivien Merchant (Natalia), Michael Bates (Shpichelsky), Derek Godfrey (Rakitin).

- España, Estudio 1, TVE, 21 de noviembre de 1967.
  - Intérpretes: Berta Riaza, Emilio Gutiérrez Caba, Tomás Blanco, José María Prada, Paloma Valdés, Modesto Blanch, Mary González, Mario Álex, Pedro L. León, María José Fernández y José M. Navarro.

- Francia, Au théâtre ce soir, TF1, 20 de agosto de 1976.
  - Intérpretes: Emmanuelle Riva (Natalia), Pierre Michaël (Rakitin), Jean Meyer, Agnès Garreau, Bernard Lanneau.

- Reino Unido, 1978.
  - Dirección: Quentin Lawrence.
  - Intérpretes: Susannah York (Natalia), Ian McShane, Christopher Slade.

## Adaptaciones cinematográficas
- Reino Unido, 1987.
  - Dirección: Pat O'Connor[4]
  - Intérpretes: Natasha Richardson, Colin Firth, Kenneth Branagh, Patrick Malahide.